# ライバル
ライバル（rival）は、同等もしくはそれ以上の実力を持つ競争相手の意味。好敵手（こうてきしゅ）、競争相手（きょうそうあいて）と和訳されることがある。

## 語源
語源はラテン語で「小川」を意味するrivusの派生語であるrivalis。
これが「同じ川（水源、水利権）を巡って争う人々」から「一つしかない物を求めて争う人々」の意味へと発展し、フランス語を経由して英語になった。なお、英語のライバルは「常に対立し合っている宿敵」という意味で、好敵手という意味合いは無い。

## 概要
一般にライバルないし好敵手は、何らかの競争関係において、好ましい状態変化を促す存在であると解される。例えば同系製品を製造する企業が2社ないし数社あった場合、相互に競合する製品で、より消費者にとって好ましい性質を持つ製品を提供しあい、市場に消費者が求める製品が流通するようになる。スポーツの分野では、競争相手が存在することで各々の選手が自身の技や身体能力を鍛えあい、より良い記録が出るようになり、勉学（学問）の分野では競争相手の存在から、より知識を高めあう方向で努力する意欲を得るとされる。
このような関係は相互の水面下での信頼の上に成立する。例えば相互に相手の成功を不正なものだと考え、その欠点を探し回るような関係では、競争関係ではなく足の引っ張り合いにしかならないためである。ただし、その競争に謀略が絡んでいたり、謀略そのものが競争の主軸になっていたりしている場合（スパイや情報戦など）には、通常なら足の引っ張り合いでしかない事柄でもライバル関係として成り立つことがある。
実際の社会からスポ根などのような架空の物語に至るまで、ライバル関係はしばしば大衆にも好まれる題材として取り上げられている。フィクションにおいては、当初は主人公の敵対者として登場したキャラクターが、ライバル関係を経て「主人公を倒すのは自分以外の誰でもない」という理由で協力者となる展開がしばしば用いられる。また逆に、主人公が負けることを望む余り、他の者に自分が知っている限りの主人公についての情報を流したり、自分以外に主人公と敵対している者に協力したりする展開もある。
上記の「常に対立しあっている宿敵」という意味には、白人と黒人、農場夫と奴隷、宗教対立のように、常に相容れない関係を連想させることから、欧米（特に米国）では使用されること滅多にない。音楽業界では、曲のタイトルや歌詞に使用されることは「暗黙の了解」でないが、まれにこの「暗黙の了解」を知らずアマチュアバンドやインディーズバンドが使用してしまうケースが存在する。

## ライバルの存在と影響
ライバルはしばしば歴史上の事象にその類型が見出される。中国の三国時代における諸葛亮と司馬懿の関係のように、地域の支配権に絡んで北伐で繰り返し武力衝突になるも軍事力が拮抗していたために決着がつかず、その関係もあってか両者とも知恵を絞って戦略を練り、後世に名を残す武将となったケースが見られる。こういった武力衝突の繰り返しが軍事面で発達を促したケースは枚挙に暇がなく、アメリカとロシア、イギリスとフランスのようにさまざまな側面で対抗意識を燃やし、近代史において列強国として名を馳せたケースも挙げられる。
スポーツに目を向ければ、たとえば日本プロ野球発足当初、大日本東京野球倶楽部（現読売ジャイアンツ。巨人軍）が結成されたものの外部に対戦相手がおらず、職業としてのプロ野球団結成が進められた。これに応じる形で発足したいくつかの球団のうち、大阪タイガース（現阪神タイガース）が、強豪選手を擁して巨人軍と好戦を繰り広げ、第二次世界大戦以前のプロ野球界で盛り立てている。第二次大戦後は早い段階で再結成され、非公式の東西対抗戦（1945年11月）を通して戦後野球界の復興に努めた。